# Drievuldigheidskerk (Aken)
De Drievuldigheidskerk is de grootste protestantse kerk in de Duitse stad Aken.

## Locatie
De Drievuldigheidskerk staat op de hoek van de Zollernstraße/Herzogstraße in Aken-Burtscheid.

## Geschiedenis
De kerk werd in de jaren 1897-1899 op de historische stadsgrens tussen het tot 1897 zelfstandige Burtscheid en de stad Aken gebouwd. Het gebouw werd in overwegend neogotische stijl gebouwd, maar het interieur neigt sterk naar jugendstil. Bij de kerk werd in dezelfde stijl een pastorie en een koster- en parochiehuis gebouwd.
Tijdens de Tweede Wereldoorlog werd de kerk zeer zwaar beschadigd. Bij de luchtaanvallen in juli 1943 brandde de kerk volledig uit. Het gebouw bleef daarna nog een lange tijd leeg. Vanaf 1948 werd met de wederopbouw van de kerk begonnen en in juli 1955 kon de kerk weer in gebruik worden genomen. De overige gebouwen bij de kerk waren volledig verwoest en werden niet herbouwd.
Met 650 zitplaatsen is de kerk de grootste protestantse kerk in Aken.
De toren is 62 meter hoog. Van de oorspronkelijke vier klokken is alleen de kleinste klok oorspronkelijk, de overige klokken zijn nieuw gegoten.
Sinds 2006 werd de kerk aan de eredienst onttrokken wegens gebrek aan financiële middelen om het bouwwerk in stand te houden. In 2009 werd het Klais-orgel in de kerk verkocht. Na restauraties in 2011 aan het muurwerk, de toren en de spits werd de kerk weer in gebruik genomen als trouwkerk. Sinds 2012 vinden in de kerk weer regelmatig erediensten plaats in verband met de renovatie van de Annakerk.

## Inrichting
Voor de Tweede Wereldoorlog stelden de gekleurde ramen in het kerkschip nieuwtestamentische voorstellingen over het leven van Jezus Christus voor; de ramen in het koor verbeelden de christelijke hoogfeesten Kerstmis, Pasen en Pinksteren. Na de oorlog werden ramen met abstracte motieven geplaatst, die het thema van de Drievuldigheid verbeelden. Behalve een mozaïek in het koor is er van het oorspronkelijke interieur niets meer over. Na de herbouw kreeg de kerk een nieuw orgel dat in 1987 werd vervangen door een Klais-orgel. Dit orgel is in 2009 verkocht en bevindt zich tegenwoordig in de Triniteitskerk te Keulen.